# Inger Arnesson
Inger Margret Helena Arnesson, född 12 april 1953, är en svensk före detta fotbollsspelare, från början offensiv mittfältare men från 1978 omskolad till målvakt.

## Karriär
Arnessons moderklubb är Floby IF, som hon representerade åren 1968–1971. Hon fortsatte i Åsarps IF 1972 innan hon 1973 gick till Öxabäcks IF, där hon blev svensk mästare 1973 och 1975. 1978 omskolades hon till målvakt, då hon hade fått en tillfällig skada som gjorde att hon inte kunde spela ute, och då klubben saknade en ordinarie målvakt. Samma år blev hon åter svensk mästare med Öxabäck. 1982 flyttade hon till Sunnanå SK, där hon blev svensk mästare 1982 och cupvinnare 1983 innan hon avslutade karriären 1987. Totalt spelade hon 126 seriematcher i högsta serien åren 1978–1987 och gjorde 2 mål.

### Landslagskarriär
Arnesson spelade i det allra första svenska damlandslaget i fotboll, som spelade 0–0 mot Finland på Åland den 25 augusti 1973. Hon togs därefter inte ut i landslaget igen förrän 1979, då som målvakt. Hon var med i den svenska truppen som tog fyra raka segrar i nordiska mästerskapet 1978–1981. Hon var också med och vann EM 1984 och inofficiella EM 1979. Sammanlagt spelade hon mellan 1973 och 1984 12 A-landskamper för Sverige (0 mål), en som utespelare och 11 som målvakt.

## Efter karriären
Efter den aktiva karriären har Arnesson varit engagerad som tränare och ledare inom Sunnanå SK. Hon har även arbetat för Svenska fotbollförbundet och Elitfotboll Dam. 2021 valdes hon in i Svensk fotbolls Hall of Fame.

## Övriga sporter
Arvling var allsvensk även i volleyboll med Floby VK och i handboll med IK Ymer.